# Грос Шаксдорф-Зимерсдорф
Грос Шаксдорф-Зимерсдорф (њем. Groß Schacksdorf-Simmersdorf) општина је у њемачкој савезној држави Бранденбург. Једно је од 30 општинских средишта округа Шпре-Најсе. Према процјени из 2010. у општини је живјело 1.228 становника. Посједује регионалну шифру (AGS) 12071153.

## Географски и демографски подаци
Грос Шаксдорф-Зимерсдорф се налази у савезној држави Бранденбург у округу Шпре-Најсе. Општина се налази на надморској висини од 85 метара. Површина општине износи 25,1 km². У самом мјесту је, према процјени из 2010. године, живјело 1.228 становника. Просјечна густина становништва износи 49 становника/km².